# Ante Čedo Martinić
Ante Čedo Martinić (Pučišća, 27. siječnja 1960. – Split, 27. prosinca 2011.) je bio hrvatski kazališni, televizijski i filmski glumac.

## Životopis

### Zanimljivosti
Ante Čedo je, zajedno s klapom Sv. Florijan, osvojio 50. jubilarni  Splitski festival 2010. godine pjesmom "Kako ću joj reć' da varin"

### Teška bolest i smrt
24. prosinca 2010. dijagnosticiran mu je rak želuca, tumor žljezdastog tkiva želučane sluznice. 
Glumac je umro 27. prosinca 2011. godine u 51. godini života od raka želuca.

## Filmografija

### Televizijske uloge
- "Libar Miljenka Smoje oli ča je život vengo fantažija" - izgovaratelj citata u dokumentarnom serijalu (postumni rad) (2012.)
- "Ruža vjetrova" kao Anić (2011.)
- "Loza" kao bankar Bilić (2011.)
- "Bitange i princeze" kao zapovjednik (2010.)
- "Ponos Ratkajevih" kao Ante Pavelić (2008.)
- "Ne daj se, Nina" kao Viktor Glowatzky (2007. – 2008.)
- "Cimmer fraj" kao Riko Balota (2007.)
- "Odmori se, zaslužio si" kao Marijan Bajs #1 (2006. – 2010.)
- "Villa Maria" kao Maksimilijan "Max" Lovrek (2004. – 2005.)
- "Novo doba" kao Mile Pavičić (2002.)
- "Putovanje u Vučjak" kao Čerjan (1986.)

### Filmske uloge
- "Iza stakla" kao Ljerkin muž (2008.)
- "Trešeta" kao Don Ivan (2006.)
- "Četverored" kao Ante Moškov (1999.)
- "Da mi je biti morski pas" kao konobar (1999.)
- "Kanjon opasnih igara" kao zapovjednik specijalaca (1998.)
- "Haloa - praznik kurvi" (1988.)
- "Vanbračna putovanja" (1988.)
- "Marjuča ili smrt" (1987.)

## Vanjske poveznice
- Ante Čedo Martinić u internetskoj bazi filmova IMDb-u (engl.)